# Mångfruktig bägarlav
Mångfruktig bägarlav (Cladonia polycarpoides) är en lavart som beskrevs av William Nylander. 
Mångfruktig bägarlav ingår i släktet Cladonia, och familjen Cladoniaceae. Enligt den finländska rödlistan är arten starkt hotad i Finland. Enligt den svenska rödlistan är arten sårbar i Sverige. Arten förekommer i Götaland och Svealand. Artens livsmiljö är torra gräsmarker.